# F.F. Petersen
Frederik Ferdinand Petersen, kendt som F.F. Petersen (9. januar 1815 på Fødselsstiftelsen i København – 18. december 1898 på Frederiksberg) var en dansk fotograf. Han var blandt fotografiets pionerer i Danmark.
I 1844 læste Petersen i Industriforeningen en artikel i Polytechnisches Journal om daguerreotypien, eksperimenterede selv med denne proces og stod 1846 i lære hos den tyske daguerreotypist Adolph Schätzig, der dette år nedsatte sig i København, hvor han 1853 døde af kolera. Allerede sommeren 1845 var F.F. Petersen imidlertid aktiv som daguerreotypist i Kongens Have i et åbent skur bag Herkulespavillonen. På samme lokalitet havde Mads Alstrup og Georg Schou optaget portrætter henholdsvis 1842 og 1844. Også sommeren 1846 stod Petersen til tjeneste i Kongens Have, men flyttede 1847 til et drivhus i gartner Caspersens have, Amaliegade 141, det senere nr. 31, nord for Frederiks Hospital.
F.F. Petersens daguerreotypier hørte teknisk set til de bedste i landet, men ikke desto mindre gik han i midten af 1850'erne over til udelukkende at fotografere med våd kollodium på glasplade. Fagfæller kaldte ham dog fortsat "Daguerreotypisten". I årene 1857-1866 drev han fotografisk atelier i Store Kongensgade 39, fra 1859 kaldt nr. 21 i København. Han var udelukkende portrætfotograf. Da Den photographiske Forening blev stiftet 20. januar 1863, blev F.F. Petersen foreningens første formand. 1885 blev han desuden æresmedlem af den 1879 stiftede Dansk photographisk Forening.
Petersen tjente godt på sin metier og trak til tilbage i 1866 som particulier.
Petersen blev gift 25. maj 1850 i Helligåndskirken med Sophie Julie Schytte (14. juli 1822 i Frederikshald – 4. juni 1896 på Frederiksberg), datter af købmand Peter Schytte og Sophie Thyrholm (død før 1850).
Han er begravet på Assistens Kirkegård.